# جايسوما سايدي ندوري
جايسوما سايدي ندوري (بالإنجليزية: Jaysuma Saidy Ndure)‏ مواليد 1 يوليو 1984 في باكاو، هو عداء غامبي حصل على الجنسية النرويجية متخصص في سباق 100 متر. مثل بلاده في الأولمبياد.

## الميداليات
| الميدالية | المسابقة                        |
| --------- | ------------------------------- |
| برونزية   | بطولة أفريقيا لألعاب القوى 2004 |
| برونزية   | بطولة أوروبا لألعاب القوى 2012  |

## روابط خارجية
- جايسوما سايدي ندوري على موقع IMDb (الإنجليزية)
- جايسوما سايدي ندوري على موقع قاعدة بيانات الفيلم (الإنجليزية)

- جايسوما سايدي ندوري على موقع الاتحاد الدولي لألعاب القوى (الإنجليزية)
- جايسوما سايدي ندوري على موقع الدوري الماسي (الإنجليزية)
- جايسوما سايدي ندوري على موقع اللجنة الأولمبية الدولية (الإنجليزية)
- جايسوما سايدي ندوري على موقع أوليمبيديا (الإنجليزية)
- جايسوما سايدي ندوري على موقع اتحاد ألعاب الكومنولث (مؤرشف) (الإنجليزية)